# 내려섬
내려섬은 바둑에서, 3선에서 2선, 1선으로 내려 뻗는 수이다. 모양을 정비할 때 또는 수상전 등에서 활용되는 수법이다.